# Dieso Promontory
Die Dieso Promontory ist eine kleine Halbinsel an der Budd-Küste des ostantarktischen Wilkeslands. Sie liegt nordöstlich der Clark-Halbinsel. Ihr vorgelagert ist die Gruppe der Swain-Inseln.
Benannt ist die Halbinsel nach ihrer Nähe zur Feldforschungshütte Jack’s Donga, die der Dieselaggregatmechaniker Neville Collins aus dem Führerhaus einer Laderaupe vom Typ Caterpillar 955 erbaute.